# Apostolepis phillipsae
Espèce
Synonymes
- Apostolepis phillipsi Harvey, 1999

Statut de conservation UICN

 VU  : Vulnérable
Apostolepis phillipsae  est une espèce de serpents de la famille des Dipsadidae.

## Répartition et habitat
Cette espèce est endémique du département de Santa Cruz en Bolivie. Elle vit dans la forêt tropicale sèche.

## Étymologie
Cette espèce est nommée en l'honneur de Barbara Phillips.

## Publication originale
- Harvey, 1999 : Revision of Bolivian Apostolepis (Squamata: Colubridae). Copeia, vol. 1999, no 2, p. 388-409.